# Pierrefontaine-les-Varans
Pierrefontaine-les-Varans è un comune francese di 1 374 abitanti situato nel dipartimento del Doubs nella regione della Borgogna-Franca Contea.

## Società

### Evoluzione demografica
Abitanti censiti